# Campeonato Amazonense 2020
El Campeonato Amazonense de Fútbol 2020 fue la 105.ª edición de la primera división de fútbol del estado de Amazonas. El torneo fue organizado por la Federação Amazonense de Futebol (FAF). El torneo comenzó el 21 de enero de 2020, aunque tuvo que ser suspendido el 20 de marzo de 2020 por la pandemia de COVID-19 en Brasil. El 15 de febrero de 2021 se reanudó el campeonato bajo un nuevo formato, distinto al anterior disputado entre los meses de enero y marzo de 2020.

## Primer sistema de juego (cancelado)
Este sistema de juego se disputó entre enero y marzo de 2020, siendo finalmente cancelado por la pandemia de COVID-19 en Brasil.

### Primera etapa
Los 8 equipos se enfrentan a una sola rueda en 7 fechas. Culminadas las siete fechas, los cuatro primeros posicionados clasifican a las semifinales. El ganador entre los 4 clubes clasificará a la final estadual.

### Segunda etapa
Al igual que en la primera etapa, los 8 equipos se enfrentan a una sola rueda en 7 fechas, pero esta vez revirtiendo las localías. Culminadas las siete fechas, los cuatro primeros posicionados clasifican a las semifinales. El ganador entre los 4 clubes sería el segundo clasificado a la final estadual.
- Nota: En caso un mismo equipo gane ambas fases, se hubiese proclamado campeón.

### Descensos
Haciendo la sumatoria de las tablas de la primera y la segunda fase, los dos últimos posicionados descenderían a la segunda división.

## Segundo sistema de juego
A causa de la dificultad de poder volver a organizar el torneo por la pandemia en Amazonas, la FAF, decidió armar un nuevo sistema de juego, con menos partidos, empezando desde cero el campeonato, siendo Princesa do Solimões el único club en desistir jugar bajo este nuevo formato.

### Primera fase
Los 7 clubes, fueron divididos en 2 grupos, uno de 4 y otro de 3. Todos los partidos de la fase de grupos son jugados a partido único. Los dos primeros posicionados de cada grupo clasificarán a las semifinales.

### Segunda fase
- Semifinales: Los enfrentamientos se emparejan con respecto a las posiciones de la primera fase, de la siguiente forma:
  - 1.º A vs. 2.º B
  - 1.º B vs. 2.º A

- Definición por el tercer puesto: La disputan los dos perdedores de las semifinales.

- Final: La disputan los dos ganadores de las semifinales.

- Nota: Los duelos de semifinales, la definición por el tercer puesto y final se juegan a partido único.

### Descensos
Para este nuevo formato, se anularon los descensos, aplicándose también al Princesa do Solimões, quien desistió participar del nuevo formato.

### Clasificaciones
- Copa de Brasil 2021: Clasifican los dos finalistas del campeonato.
- Copa Verde 2021: Clasifican los dos finalistas del campeonato.
- Serie D 2021: Clasifican los dos mejores equipos que no disputan ni la Serie A, Serie B o Serie C (Manaus).

## Equipos participantes
| Equipo               | Ciudad      | Estadio           | Capacidad | Posición 2019      | Títulos (último) |
| -------------------- | ----------- | ----------------- | --------- | ------------------ | ---------------- |
| Amazonas             | Manaus      | Ismael Benigno    | 10 000    | 1.º (2.ª división) | 0                |
| Fast Clube           | Manaus      | Arena da Amazônia | 44 000    | 2.º                | 7 (2016)         |
| Iranduba             | Iranduba    | Arena da Amazônia | 44 000    | 6.º                | 0                |
| Manaus               | Manaus      | Arena da Amazônia | 44 000    | Campeón            | 3 (2019)         |
| Nacional             | Manaus      | Arena da Amazônia | 44 000    | 3.º                | 43 (2015)        |
| Penarol              | Itacoatiara | Floro de Mendonça | 5 000     | 5.º                | 2 (2011)         |
| Princesa do Solimões | Manacapuru  | Gilbertão         | 8 000     | 4.º                | 1 (2013)         |
| São Raimundo         | Manaus      | Ismael Benigno    | 10 000    | 2.º (2.ª división) | 7 (2006)         |

| Crecimiento | Equipos provenientes de la Segunda División Amazonense 2019. |

## Primera fase

### Grupo A
| Pos. | Equipo   | Pts. | PJ | G | E | P | GF | GC | Dif. | Clasificación |
| ---- | -------- | ---- | -- | - | - | - | -- | -- | ---- | ------------- |
| 1    | Manaus   | 9    | 3  | 3 | 0 | 0 | 4  | 0  | +4   | Fase final.   |
| 2    | Penarol  | 4    | 3  | 1 | 1 | 1 | 3  | 2  | +1   | Fase final.   |
| 3    | Amazonas | 3    | 3  | 1 | 0 | 2 | 2  | 5  | −3   |               |
| 4    | Nacional | 1    | 3  | 0 | 1 | 2 | 1  | 3  | −2   |               |

Actualizado a los partidos jugados el 25 de febrero de 2021.
 Fuente: 
Criterios de clasificación: 1) Puntos; 2) Partidos ganados; 3) Diferencia de gol; 4) Goles anotados; 5) Enfrentamiento directo entre los equipos en cuestión; 6) Sorteo.

#### Fixture
| Amazonas | 2 - 1 | Nacional | Arena da Amazônia | 15 de febrero | 15:30 |
| Manaus   | 2 - 0 | Penarol  | Arena da Amazônia | 25 de febrero | 15:30 |

| Penarol | 0 - 0 | Nacional | Floro de Mendonça | 19 de febrero | 15:00 |
| Manaus  | 1 - 0 | Amazonas | Arena da Amazônia | 21 de febrero | 15:30 |

| Penarol  | 3 - 0 | Amazonas | Floro de Mendonça | 23 de febrero | 15:30 |
| Nacional | 0 - 1 | Manaus   | Arena da Amazônia | 23 de febrero | 15:30 |

### Grupo B
| Pos. | Equipo       | Pts. | PJ | G | E | P | GF | GC | Dif. | Clasificación |
| ---- | ------------ | ---- | -- | - | - | - | -- | -- | ---- | ------------- |
| 1    | São Raimundo | 6    | 2  | 2 | 0 | 0 | 5  | 2  | +3   | Fase final.   |
| 2    | Fast Clube   | 3    | 2  | 1 | 0 | 1 | 3  | 1  | +2   | Fase final.   |
| 3    | Iranduba     | 0    | 2  | 0 | 0 | 2 | 2  | 7  | −5   |               |

Actualizado a los partidos jugados el 24 de febrero de 2021.
 Fuente: 
Criterios de clasificación: 1) Puntos; 2) Partidos ganados; 3) Diferencia de gol; 4) Goles anotados; 5) Enfrentamiento directo entre los equipos en cuestión; 6) Sorteo.

#### Fixture
| Fast Clube | 3 - 0 | Iranduba | Arena da Amazônia | 17 de febrero | 15:30 |

| Iranduba | 2 - 4 | São Raimundo | Ismael Benigno | 21 de febrero | 15:30 |

| São Raimundo | 1 - 0 | Fast Clube | Ismael Benigno | 24 de febrero | 15:30 |

## Fase final

#### Cuadro de desarrollo
|  | Semifinales                    | Semifinales  |                             |       | Final | Final |
|  |                                |              |                             |       |       |       |
|  | 27 de febrero de 2021 - Manaus |              |                             |       |       |       |
|  |                                |              |                             |       |       |       |
|  | Manaus                         | 2            |                             |       |       |       |
|  | Manaus                         | 2            | 1 de marzo de 2021 - Manaus |       |       |       |
|  | Fast Clube                     | 0            |                             |       |       |       |
|  | Fast Clube                     | 0            | Manaus                      | 1 (5) |       |       |
|  | 27 de febrero de 2021 - Manaus |              | Manaus                      | 1 (5) |       |       |
|  |                                | Penarol (p.) | 1 (6)                       |       |       |       |
|  | São Raimundo                   | Penarol (p.) | 1 (6)                       | 0     |       |       |
|  | São Raimundo                   |              |                             | 0     |       |       |
|  | Penarol                        | 1            |                             |       |       |       |
|  | Penarol                        | 1            | Tercer puesto               |       |       |       |
|  |                                |              |                             |       |       |       |
|  | 1 de marzo de 2021 - Manaus    |              |                             |       |       |       |
|  |                                |              |                             |       |       |       |
|  | São Raimundo                   | 0            |                             |       |       |       |
|  | São Raimundo                   | 0            |                             |       |       |       |
|  | Fast Clube                     | 1            |                             |       |       |       |

### Semifinales
| 27 de febrero de 2021, 15:30 (UTC-4) | Manaus                                   | 2:0 (0:0) | Fast Clube | Arena da Amazônia, Manaus                 |                                           |
|                                      | Rafael Ibiapino 90+2' · Diego Rosa 90+6' | Reporte   |            | Árbitro(s): Freddy Rafael Lopez Fernandez | Árbitro(s): Freddy Rafael Lopez Fernandez |

| 27 de febrero de 2021, 15:30 (UTC-4) | São Raimundo | 0:1 (0:0) | Penarol          | Estadio Ismael Benigno, Manaus            |                                           |
|                                      |              | Reporte   | Lucas Espiga 65' | Árbitro(s): Reginaldo Vasconcelos Noronha | Árbitro(s): Reginaldo Vasconcelos Noronha |

### Tercer puesto
| 1 de marzo de 2021, 15:30 (UTC-4) | São Raimundo | 0:1 (0:0) | Fast Clube | Estadio Ismael Benigno, Manaus  |                                 |
|                                   |              | Reporte   | 59'        | Árbitro(s): Weden Cardoso Gomes | Árbitro(s): Weden Cardoso Gomes |

### Final
| 1 de marzo de 2021, 15:30 (UTC-4) | Manaus | 1:1 (1:1) (5:6 p.)         | Penarol                                                                                    | Arena da Amazônia, Manaus              |                                        |
|                                   | Philip 39' | Reporte                    | Ramon 2'                                                                                   | Árbitro(s): Edmar Campos da Encarnação | Árbitro(s): Edmar Campos da Encarnação |
|                                   | | Tiros desde el punto penal |                                                                                            |                                        |                                        |
|                                   | Diego Rosa · Thiago Spice · Márcio Passos · Rafael Ibiapino · Vinícius Barba · Douglas Lima · Philip · Jackie Chan |                            | Marcelo Cardoso · Lucas Espiga · Iuri Barbosa · Rony · Douglas · Ramon · Ivan · João Lucas |                                        |                                        |

| Bandera del estado de Amazonas |
| Campeón                        |
| Penarol 3.° título             |

## Clasificación final
| Pos. | Equipo       | Pts. | PJ | G | E | P | GF | GC | Dif. | %   | Clasificación                                        |
| ---- | ------------ | ---- | -- | - | - | - | -- | -- | ---- | --- | ---------------------------------------------------- |
| 1.°  | Penarol (C)  | 8    | 5  | 2 | 2 | 1 | 5  | 3  | +2   | 53% | Copa de Brasil 2021, Copa Verde 2021 y Serie D 2021. |
| 2.°  | Manaus       | 13   | 5  | 4 | 1 | 0 | 7  | 1  | +6   | 87% | Copa de Brasil 2021 y Copa Verde 2021.               |
| 3.°  | Fast Clube   | 6    | 4  | 2 | 0 | 2 | 4  | 3  | +1   | 50% | Copa Verde 2021 y Serie D 2021.                      |
| 4.°  | São Raimundo | 6    | 4  | 2 | 0 | 2 | 5  | 4  | +1   | 50% |                                                      |
| 5.°  | Amazonas     | 3    | 3  | 1 | 0 | 2 | 2  | 5  | −3   | 33% |                                                      |
| 6.°  | Nacional     | 1    | 3  | 0 | 1 | 2 | 1  | 3  | −2   | 11% |                                                      |
| 7.°  | Iranduba     | 0    | 2  | 0 | 0 | 2 | 2  | 7  | −5   | 0%  |                                                      |

Reglas de clasificación: 1) Porcentaje; 2) Puntos; 3) Partidos ganados; 4) Diferencia de gol; 5) Goles anotados; 6) Enfrentamiento directo entre los equipos en cuestión; 7) Sorteo.